# 宋名贤陈大夫宗祠
宋名贤陈大夫宗祠，位于中国广东省广州市白云区石井镇沙贝村，为广州市的一个市、县级文物保护单位，类型为古建筑，公布时间为1993年8月。
宋名贤陈大夫宗祠的历史年代为明代。建于明嘉靖年间，1927年重建。这座寺庙的名字是为了纪念博士的名字，陈子壮。当地人称之为悉达多大厅。占地约795平方米，坐北向南，中殿悬挂"石殿"，清廷赠陈子壮"忠贞"匾额。 后殿中央有一尊陈子壮的雕像。 左边的墙后面是宋明贤的祠堂纪念碑。 后人称陈子壮、顺德陈邦彦、东莞张家峪为"明末岭南三忠"。